# Wydział Mechatroniki Uniwersytetu Kazimierza Wielkiego w Bydgoszczy
Wydział Mechatroniki Uniwersytetu Kazimierza Wielkiego w Bydgoszczy – jeden z 9 wydziałów Uniwersytetu Kazimierza Wielkiego w Bydgoszczy.

## Historia
Wydział Mechatroniki powstał 1 października 2019 roku wskutek podziału Instytutu Mechaniki i Informatyki Stosowanej na dwie jednostki: Wydział Mechatroniki oraz Instytut  Informatyki.

## Kierunki kształcenia
- mechatronika (studia I i II stopnia)[2]

## Struktura organizacyjna
| Katedra                                           | Kierownik                                  |
| ------------------------------------------------- | ------------------------------------------ |
| Katedra Biomechaniki i Mechaniki Eksperymentalnej | prof. dr hab. inż. Mariusz Kaczmarek       |
| Katedra Mechaniki Materiałów Porowatych           | dr hab. inż. Mieczysław Cieszko, prof. UKW |
| Katedra Systemów Mechatronicznych                 | dr hab. inż. Marek Macko, prof. UKW        |

## Władze Wydziału
W kadencji 2020–2024:
| Stanowisko                 | Imię i nazwisko                      |
| -------------------------- | ------------------------------------ |
| Dziekan                    | prof. dr hab. inż. Mariusz Kaczmarek |
| Prodziekan ds. kształcenia | dr inż. Katarzyna Kazimierska-Drobny |